# Musaranya d'Etiòpia
La musaranya d'Etiòpia (Crocidura phaeura) és una espècie de mamífer eulipotifle de la família de les musaranyes (Soricidae) endèmica d'Etiòpia. Els seus principals problemes són el fet d'ocupar un territori petit i la destrucció de l'hàbitat a causa de l'expansió agrícola.